# Urojenia odsłonięcia
Urojenia odsłonięcia – silne, fałszywe, niepodatne na perswazje przekonanie, zgodnie z którym myśli żywiącej je osoby ulegają bez jej udziału przekazywaniu osobom trzecim. W przypadku poglądu, że myśli te wybrzmiewają na głos i otoczenie chorego je słyszy, nazywa się urojeniami rozgłaśniania myśli.
Podobnie jak inne rodzaje urojeń, urojenia odsłonięcia zalicza się do zaburzeń treści myślenia.